# Amanda Sampedro
Amanda Sampedro Bustos (Madrid, España; 26 de junio de 1993) es una exfutbolista española, que jugó de centrocampista, bien como mediapunta, bien como interior derecha. 
Formada como futbolista en las categorías inferiores del Atlético de Madrid, debutó con el equipo en 2008 y fue su capitana desde 2010. Ha ganado tres Ligas y una Copa de la Reina, y es la jugadora que más partidos ha jugado en el club, con más de 400 encuentros. Su último equipo fue el Sevilla F. C. de la Primera División de España.
Fue internacional con la selección absoluta de España en 53 ocasiones, y fue una de sus capitanas. Con las categorías inferiores fue campeona de Europa sub-17 y subcampeona de Europa sub-19 y medallista de bronce en un Mundial sub-17. Con la selección absoluta ganó una Copa Algarve y una Copa Chipre.
En el informe del Mundial sub-17 de Trinidad y Tobago la definieron como una "jugadora muy creativa que busca al contrario; sabe distribuir el juego y dispone de gran técnica individual".

## Trayectoria

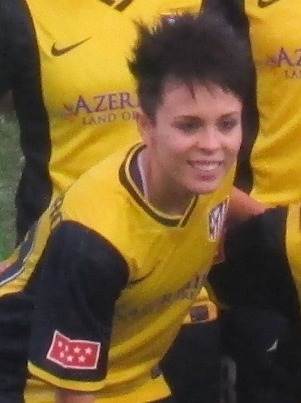
Amanda Sampedro en 2013

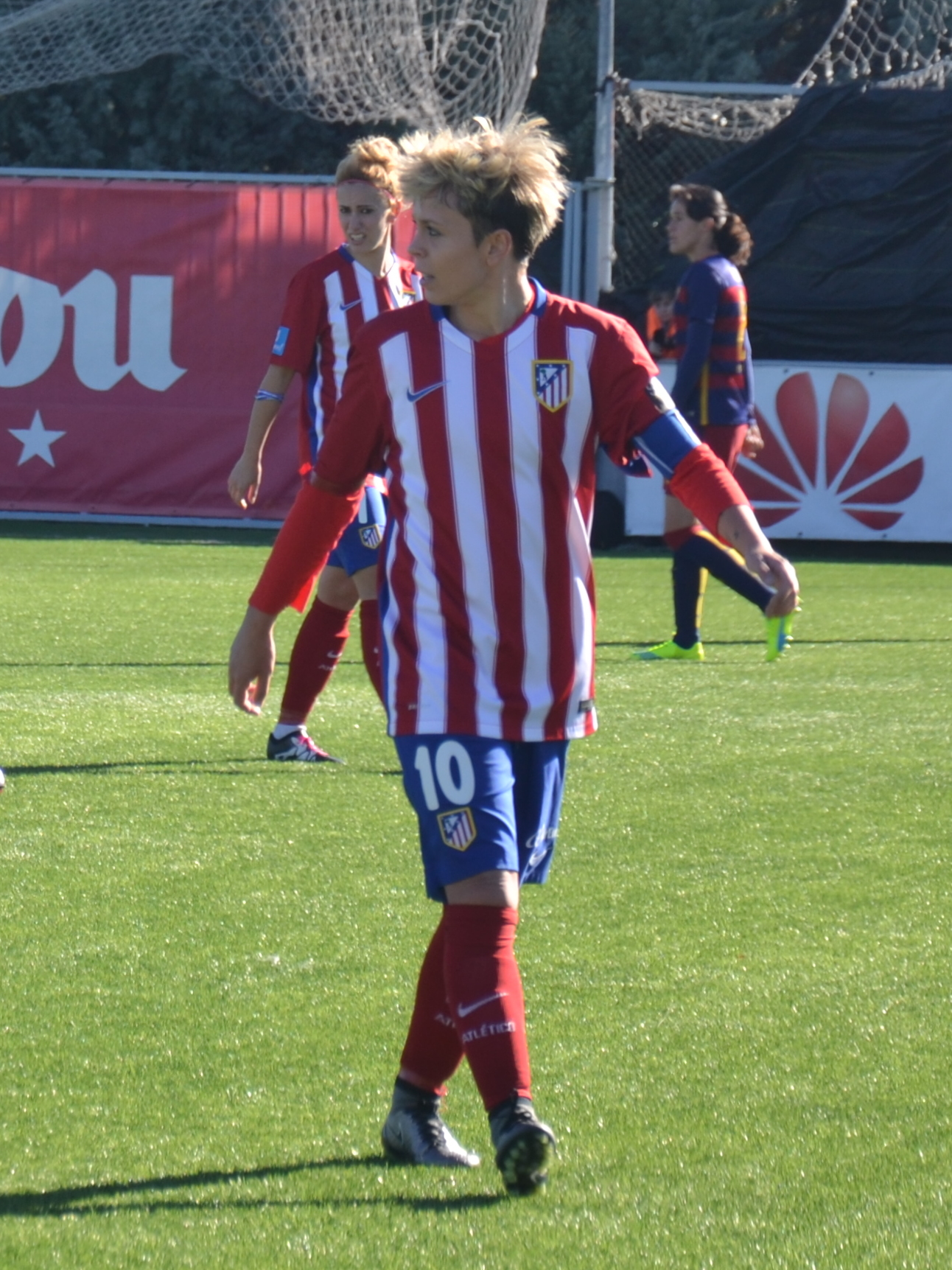
Amanda Sampedro en 2016

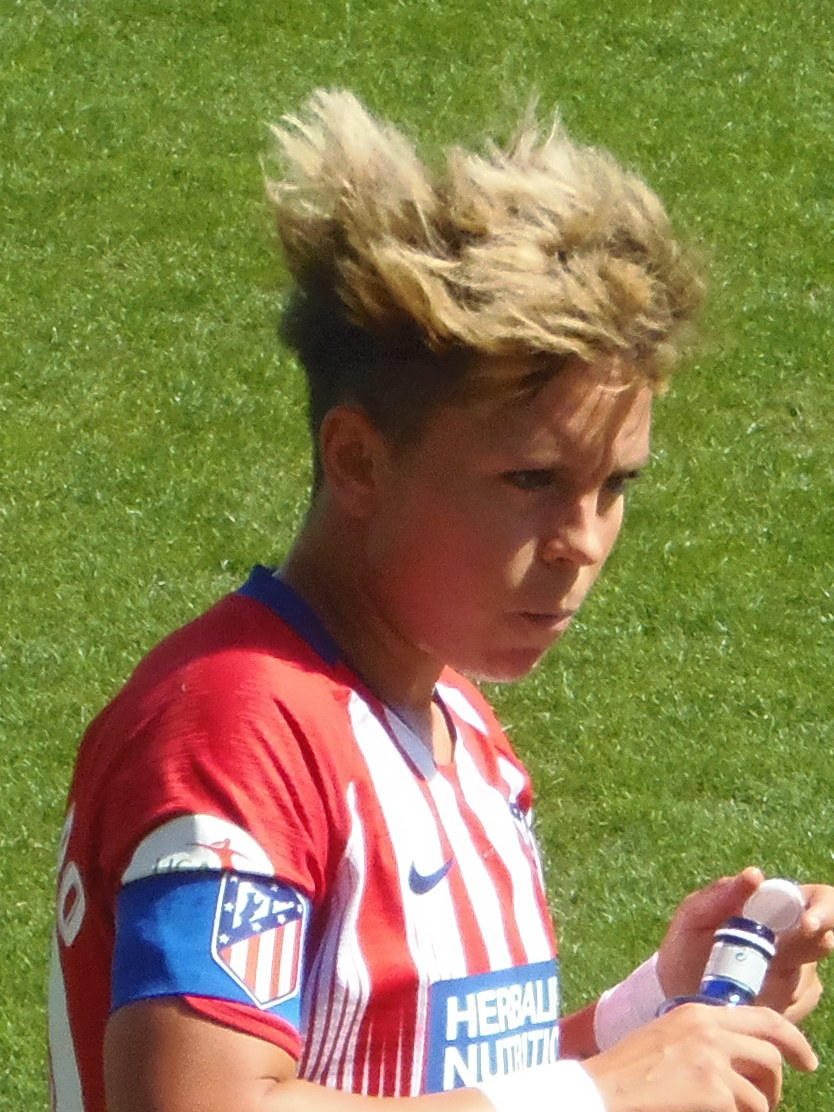
AmandaSampedro en 2018

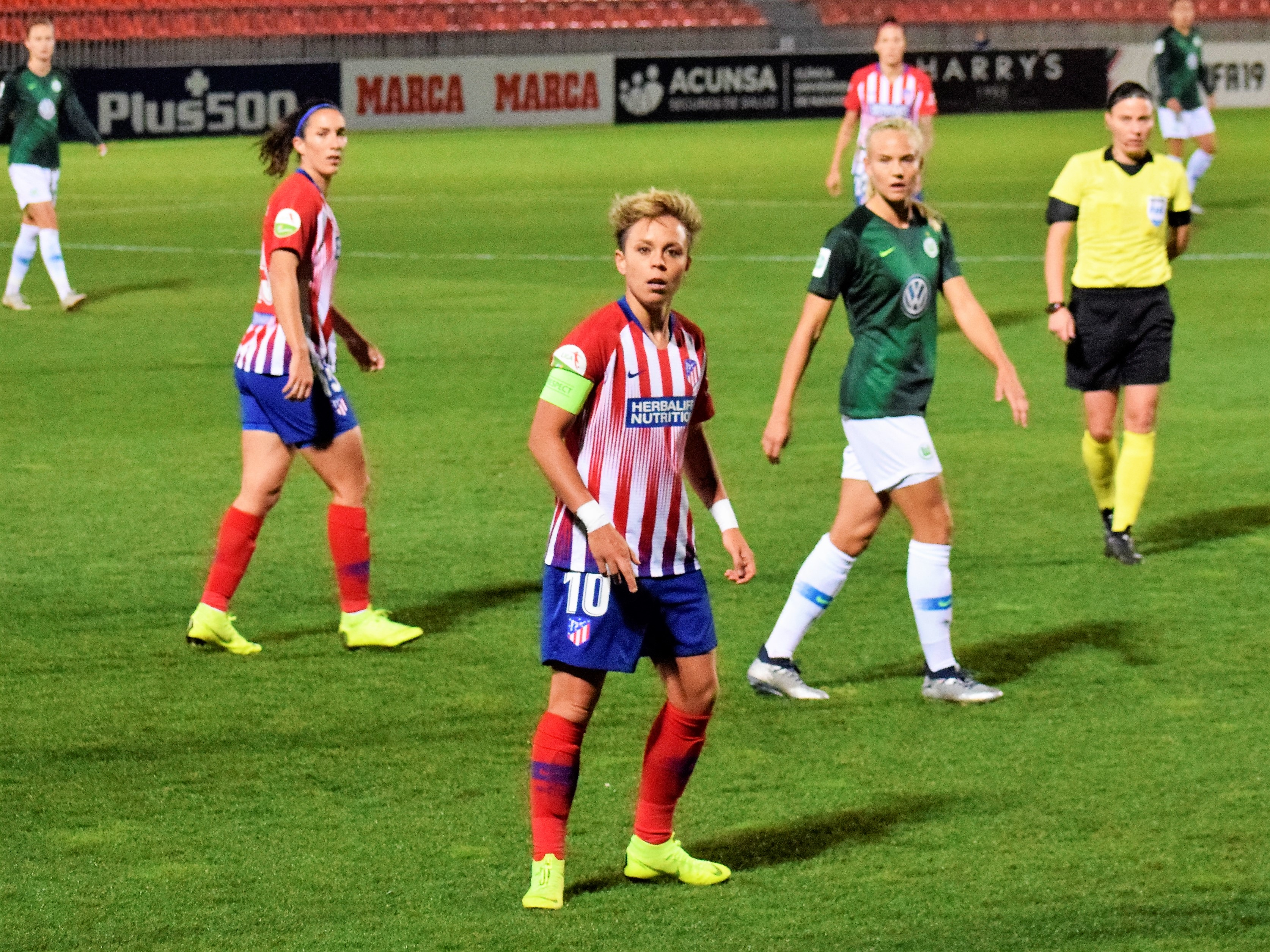
Amanda Sampedro jugando la Liga de Campeones ante el Wolfsburgo en 2018

### Inicios
Amanda se inició en el fútbol viendo partidos con su padre en la televisión. Se apuntó al equipo de su colegio, el Mater Amabilis, al ver un cartel en el que buscaban jugadores de fútbol sala. Empezó a jugar en el equipo de su barrio, el Mar Abierto, en un equipo de niños. Llegó a jugar en la primera división autonómica, siendo la única chica del equipo. Su sueño era jugar en el Atlético de Madrid y pese a que tuvo otras ofertas, esperó a que el club le llamara. Llegó al Atleti en el año 2002, y jugó en el mar Abierto mientras entrenaba en el Atlético Femenino hasta que por la reglamentación no pudo seguir jugando con chicos. Tuvo la oportunidad de fichar por el Rayo Vallecano masculino, pero su padre la convenció para quedarse en el Atlético.

### Inicios en Primera División
Debutó de la mano de María Vargas con el primer equipo del Atlético de Madrid el 23 de septiembre de 2007, con 14 años, al sustituir a Recarte en la tercera jornada de liga ante el Irex Puebla, marcada por la ausencia de las internacionales sub-19. En ese encuentro remontaron en el descuento y ganaron por 1-2. Volvió a disponer de minutos en la siguiente jornada y más adelante en la segunda vuelta, contribuyendo a que el equipo quedas en octava posición y se clasificase para la Copa de la Reina. Su primer gol lo marcó el 9 de junio de 2008 en Copa de la Reina, de nuevo  ante el Irex Puebla.
En la temporada 2009-10 alternó apariciones en el primer equipo con el B, contribuyendo a que el primer equipo lograse la cuarta posición en Liga y que el filial mantuviese la categoría. Esa temporada fue una de las tres finalistas del premio Fútbol Draft en su posición.
En la temporada 2010-11 no hizo la pretemporada con sus compañeras por estar disputando el Mundial sub-17 en Trinidad y Tobago, pero una vez regresó entró a formar parte de las convocatorias del primer equipo. Disputó 22 de los 26 partidos de la Superliga y el equipo concluyó la temporada en quinta posición y alcanzó las semifinales de la Copa de la Reina. 
En la temporada 2011-12 Antonio Contreras cesí como entrenador del club Juanjo Carretero se hizo cargo del equipo. Con tan sólo 18 años fue nombrada capitana del equipo. Disputó 33 de los 34 partidos de liga, competición en la que el club terminó sexto y marcó 7 goles.  Ganó el premio Fútbol Draft por primera vez.
En la temporada 2012-13 recibió el homenaje por parte del club y la afición por su participación en el Campeonato Europeo Sub-19. Jugó los 30 partidos de liga, tanto con Juanjo Carretero como con Jesús Núñez, que le sustituyó. Terminaron la liga en tercera posición. Volvió a ser galardonada con el premio Fútbol Draft y el club le dio el premio a la jugadora más regular de la temporada.
En la temporada 2013-14 compaginó su trabajo de futbolista con el de entrenar a las benjamines del club, con las que logró la sexta posición de liga, el mejor resultado histórico de la categoría. Esa temporada fue la máxima goleadora del equipo al marcar 16 goles en 29 partidos, el equipo acabó tercero en Liga y recibió su tercer premio Fútbol Draft.
En la temporada 2014-15 Miguel Ángel Sopuerta se hizo cargo del equipo. El 26 de abril de 2015 el club logró por primera vez la clasificación para la Liga de Campeones Femenina de la UEFA al quedar en segunda posición en la liga. Amanda marcó 9 goles en 27 encuentros. En la Copa de la Reina el Atlético fue eliminado en semifinales por el Sporting de Huelva. Esa temporada Amanda entrenó a las alevines, que lograron el tercer puesto en su liga.

### Época en la élite

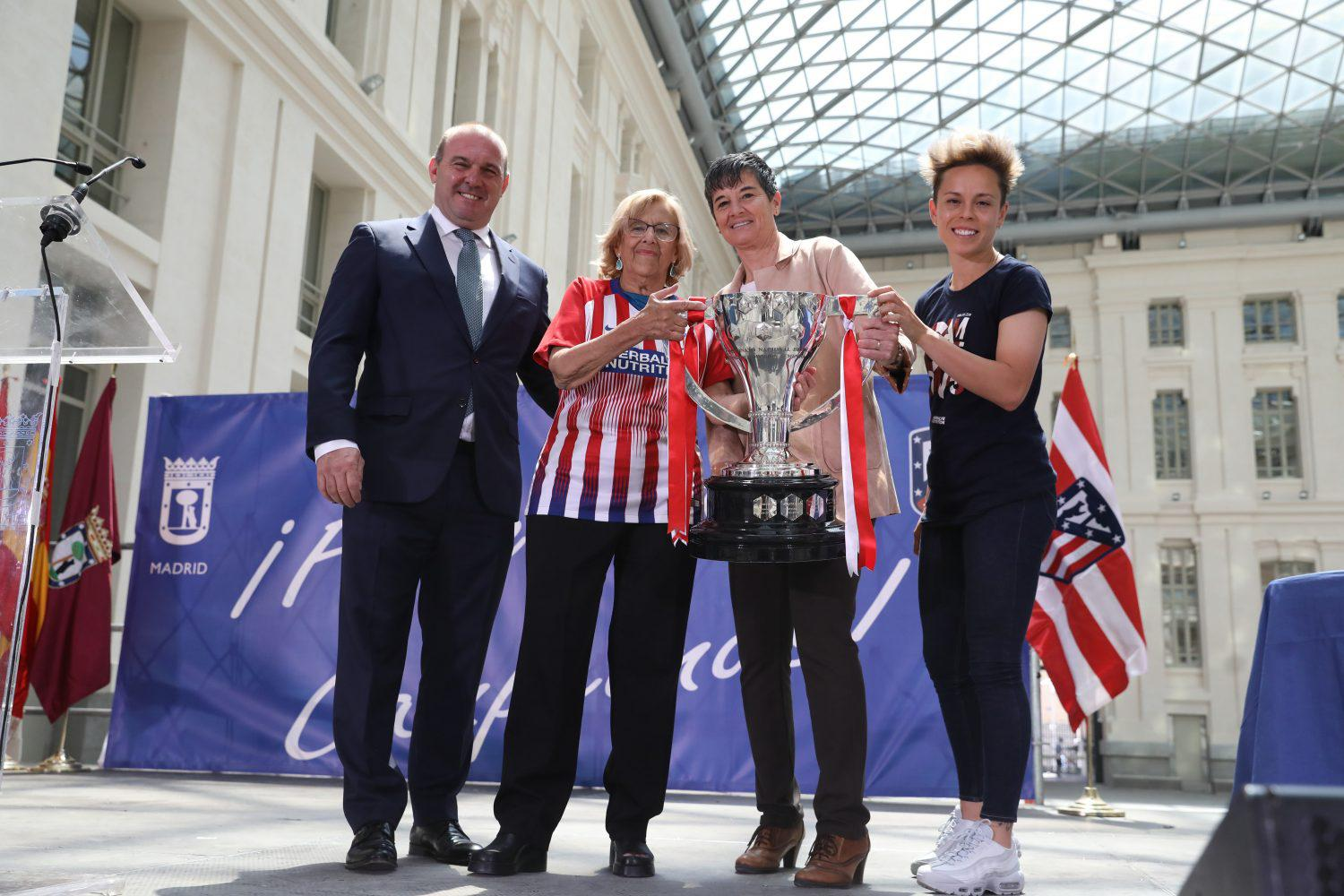
La alcaldesa recibe al equipo femenino del Atlético de Madrid ganador de la Liga Iberdrola 2019

Debutó el 7 de octubre de 2015 en Liga de Campeones ante el Zorky Krasnogorsk en dieciseisavos de final y alcanzó los octavos ante el  Olympique de Lyon que acabaría siendo el campeón. En La Liga disputó todos los partidos, tanto con Sopuerta, como con su sustituto, Ángel Villacampa y marcó 9 goles. El equipo quedó tercero, por lo que no se clasificó para la siguiente edición de la Liga de Campeones, pero levantó su primer título al derrotar por 3 goles a 2 al F.C. Barcelona en la final de la Copa de la Reina. Sus buenas actuaciones le valieron ser nominada al título de mejor jugadora UEFA y que el club la nombrara jugadora más regular.
En la temporada 2016-17 el Atlético finalizó el año como campeón de invierno al vencer al FC Barcelona en el Estadio Vicente Calderón ante 14.000 personas. El equipo ganó la liga sin perder ni un solo partido. Amanda volvió a jugar todos los partidos y marcó 8 goles, incluyendo uno en el último partido de liga, en el que también fue protagonista del primer gol. En la Copa de la Reina quedaron subcampeonas al perder ante el Barcelona. Amanda fue seleccionada en el Once de la Liga, y el club volvió a otorgarle el premio de jugadora más regular.
En la temporada 2017-18 Amanda jugó todos los partidos de liga por tercera temporada consecutiva, marcando 8 goles y dando 9 asistencias de gol. El equipo repitió la actuación del año anterior, alzándose con el título de liga y siendo subcampeonas de Copa de la Reina. Esa temporada volvieron a disputar la Liga de Campeones, pero cayeron derrotadas en dieciseisavos de final por el Wolfsburgo, que luego fue finalista de la competición.
En la temporada 2018-19 siguió siendo titular en el equipo. El 30 de enero de 2019 jugó ante el Athletic de Bilbao frente a 48 121 espectadores en el Estadio de San Mamés en los cuartos de final de la Copa de la Reina, encuentro que vencería el club madrileño por dos goles a cero. El 15 de marzo de 2019 el Atlético de Madrid instaló una placa con su nombre en el paseo de las Leyendas conmemorando sus 100 partidos como rojiblanca desde que el equipo se integró en el organigrama del club. El 17 de marzo de 2019 jugó el partido de liga ante el Fútbol Club Barcelona en el estadio Metropolitano ante 60 739 espectadores, récord mundial de espectadores en un partido de clubes de fútbol femenino. Amanda fue una de las imágenes de Nike, que puso en circulación tres autobuses en Madrid con publicidad de la marca aprovechando el partido. El 5 de mayo de 2019 el Atlético venció por 3-1 a la Real Sociedad con una asistencia suya y ganaron la Liga. Disputó la final de la Copa de la Reina, torneo, en el que el Atlético cayó ante la Real Sociedad.

### Temporadas difíciles
En la temporada 2019-20 jugó 18 partidos de liga y marcó 2 goles y dio 2 asistencias antes de que se suspendiera con motivo de la pandemia del Covid-19 y quedó subcampeona del torneo. Disputó el partido de octavos de final de la Copa de la Reina ante el Betis en el que pasaron las sevillanas al vencer en la tanda de penaltis. No jugó la semifinal la Supercopa en la que cayeron derrotadas por el F. C. Barcelona.
En la temporada 2020-21 siguió siendo titular en el equipo aunque tuvo menos presencia que en otras temporadas y acabó siendo suplente. El 15 de diciembre de 2020 marcó su primer gol en la Liga de Campeones en la vuelta de los dieciseisavos de final ante el Servette, partido que concluyó con victoria rojiblanca por 5-0 y sellando su pase a octavos de final. El equipo firmó una temporada irregular. En enero de 2021 José Luis Sánchez Vera volvió al equipo sustituyendo a Dani González, que no estaba dando los resultados esperados por el club. El cambio tuvo efectos positivos en un principio, ganado la Supercopa. Sin embargo en los siguientes partidos los resultados fueron irregulares en la liga, en la que acabaron en cuarta posición, que les clasificó para jugar la siguiente edición de la Supercopa de España, pero que no les otorgó plaza para jugar la Liga de Campeones. En la Liga de Campeones fueron eliminadas en octavos de final por el Chelsea.
En la temporada 2021-22 la inercia fue la contraria, empezó siendo una jugadora de rotación y acabó siendo titular casi toda la segunda vuelta. En mayo de 2022 el club anunció que no seguiría en el club y le hizo un homenaje junto a Laia Aleixandri y Silvia Meseguer. Acabaron la temporada en cuarta posición a un punto de la tercera plaza que daba el último cupo para disputar la Liga de Campeones. Fueron finalistas en la Supercopa, en la que perdieron ante el F. C. Barcelona. En la Copa de la Reina el equipo cayó en octavos de final ante el Sporting de Huelva.

### Nuevos desafíos

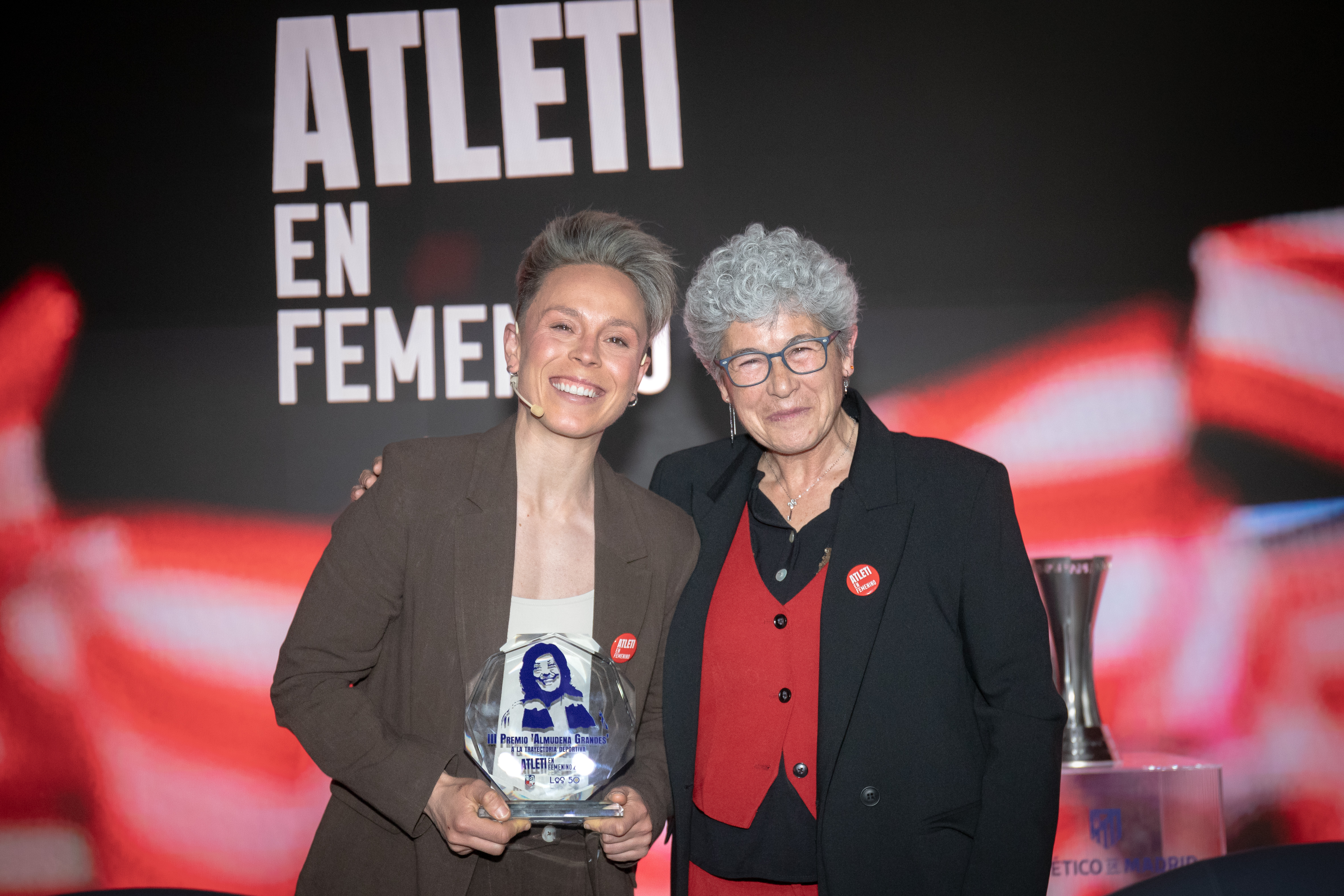
Amanda recibe el premio Almudena Grandes de mano de María Vargas en marzo de 2025

El 6 de julio de 2022 se hizo oficial su llegada al Sevilla F. C. En el club hispalense fue nombrada capitana nada más llegar y se hizo con un puesto en el once titular. Permaneció dos temporadas en el equipo en los que quedaron en la zona media de la tabla.
En julio de 2024 anunció su retirada como jugador apara afrontar nuevos proyectos. En enero de 2025 se incorporó de nuevo al Atlético de Madrid como coordinadora de los equipos de alto rendimiento de la Academia femenina. En marzo de 2025 le otorgaron el premio Almudena Grandes en la III edición de Atleti en Femenino.

### Vida privada
Estudia nutrición deportiva, después de haberse licenciado en fisioterapia y haber probado en periodismo. Amanda es imagen para la versión futbolista de Barbie. Ha manifestado que le gustaría ser entrenadora al terminar su carrera.

## Selección

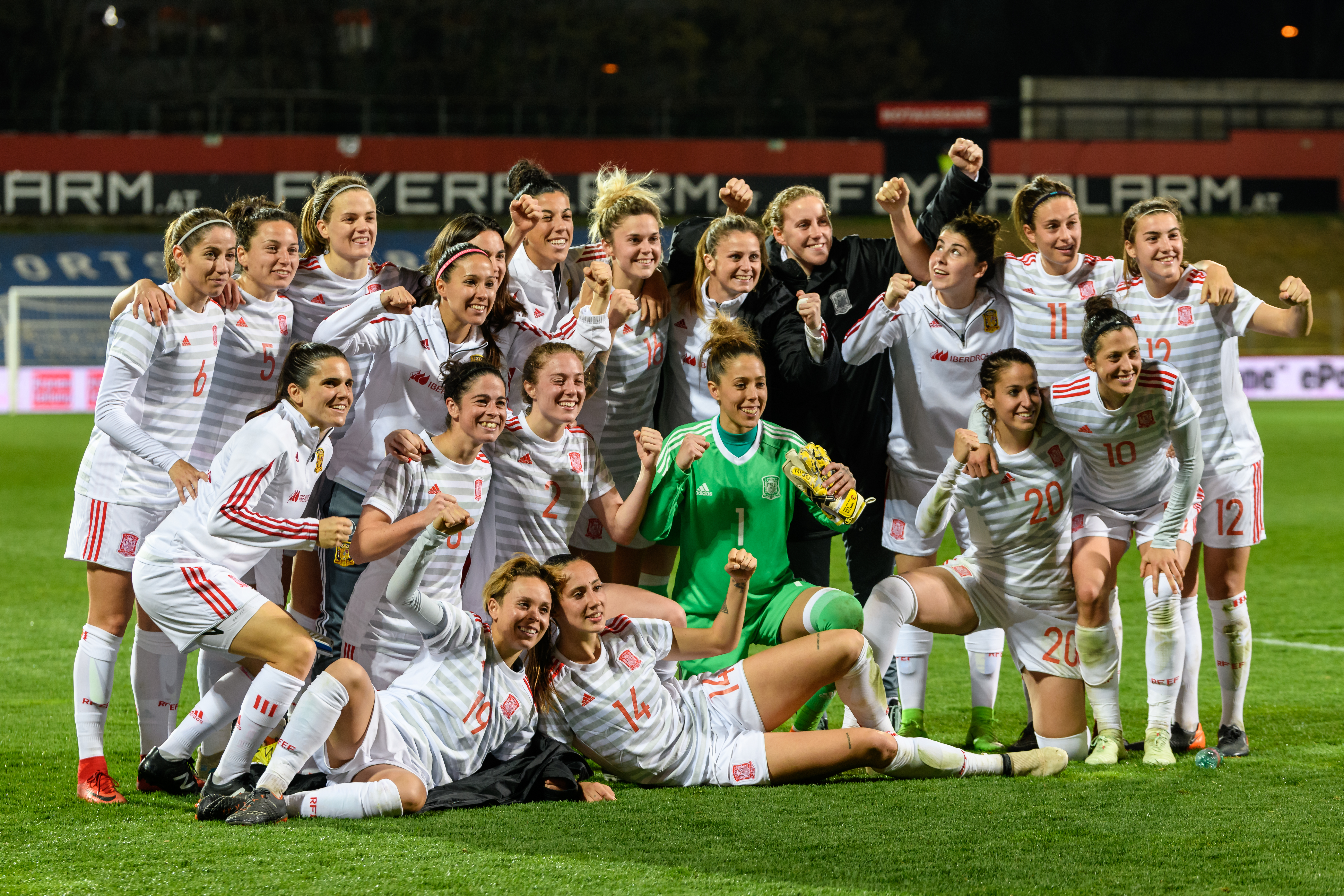
Amanda Sampedro con la selección en abril de 2018 tras jugar contra Austria

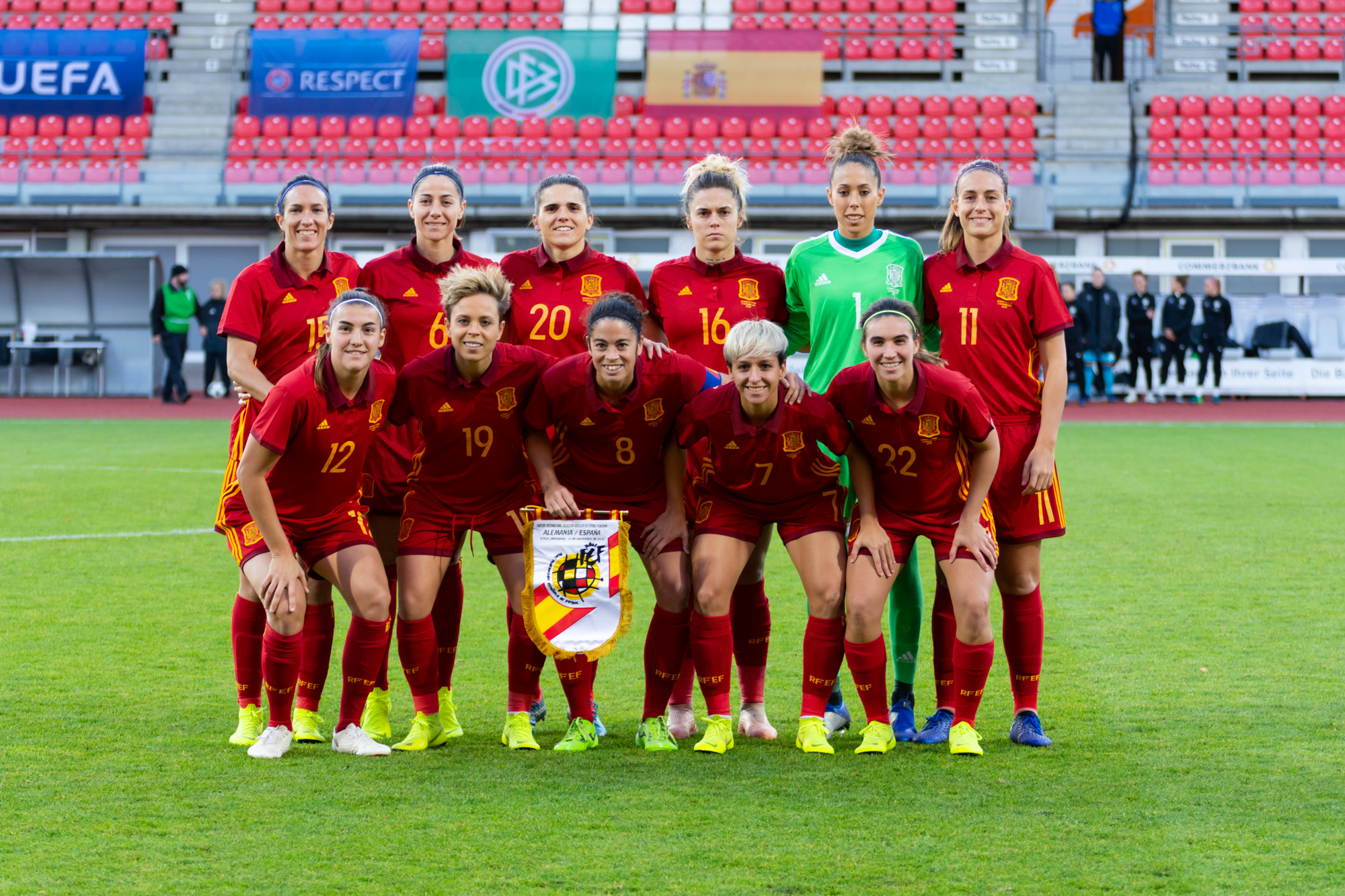
Amanda con la selección en noviembre de 2018

### Categorías inferiores
Amanda ha disputado un total de 21 partidos con la selección sub-17 y 14 partidos con la selección sub-19, marcando 17 goles.
Debutó con la selección Sub-17 el 21 de octubre de 2008, en partido clasificatorio para el campeonato de Europa. En la fase final del campeonato, celebrado en Suiza, Amanda abrió el marcador en la semifinal ante Noruega aprovechando un mal despeje de las defensas rivales y disparando desde 12 metros, partido que acabó ganado el combinado español por dos goles a cero. En la final España se enfrentó a Alemania y cayó derrotada por siete goles a cero.
Tras este campeonato Amanda fue seleccionada capitana del equipo, y participó en la clasificación para el siguiente Campeonato Europeo. En la semifinal España se enfrentó a Países Bajos, y Amanda marcó el primer gol del partido aprovechando un rechace de la guardameta Robbin Huisman a un disparo de Raquel Pinel. El encuentro terminó con victoria por tres goles a cero para las españolas. En la otra semifinal la República de Irlanda venció a Alemania. La final se disputó el 26 de junio de 2010. En el encuentro Amanda vio como un fuerte disparo suyo a la salida de un córner era despejado con una mano por la portera Grace Moloney y minutos después le anulaban por fuera de juego un gol por la escuadra. El partido concluyó con empate a cero tras la prórroga. Amanda fue la encargada de transformar el tercer penalti de España en la tanda  y Lola Gallardo destacó al detener los dos primeros de los tres penaltis que lanzaron. España se proclamó campeona de Europa de la categoría por primera vez en la historia.
El desempeño en el campeonato europeo le dio el pase a España a disputar el Mundial de Trinidad y Tobago. España inició el campeonato el 6 de septiembre de 2010 y en la fase de grupos Amanda jugó todos los partidos como mediapunta. España derrotó a Japón por 4-1, a Nueva Zelanda por 3-1 y a Venezuela por 2-1. En los cuartos de final España venció a Brasil por 2-1, con buenas jugadas por parte de Amanda, aunque sin llegar a materializarlas en goles. En la semifinal España se enfrentó a Corea del Sur y Amanda marcó el primer gol del partido a rematar de volea un centro de Alexia Putellas en el minuto 23. Sin embargo las coreanas igualaron el marcador tan solo dos minutos después. Tras el descanso Corea aprovechó un error defensivo para ponerse por delante en el marcador. El partido concluyó con victoria de Corea por 2 a 1 y Amanda fue nombrada mejor jugadora del partido. En el partido por el tercer y cuarto puesto España venció por uno a cero a Corea del Norte en un partido en el que dominó la posesión y España logró la medalla de bronce.
Tras el mundial Amanda pasó a la categoría sub-19. Debutó el 31 de marzo de 2011 en la segunda fase de clasificación para el campeonato europeo de dicho año en Graz, Austria. España venció en aquel encuentro por tres a cero ante Polonia. El 2 de abril se enfrentaron a Escocia y Amanda lideró la remontada del equipo al marcar los dos goles de la victoria por dos a uno. En el tercer partido de la clasificación España venció por cuatro a cero sobre Austria, encuentro en el que Amanda falló un penalti. Amanda no disputó la fase final del Campeonato Europeo se disputó en Italia.
Volvió a participar en las dos fases de clasificación para el Campeonato Europeo Femenino Sub-19 de la UEFA 2012, alternando capitanía con Lola Gallardo y Gemma Gili. España debutó el 2 de julio de 2012 en la fase final. Se enfrentó a Serbia y venció por tres goles a cero. Amanda participó en el segundo gol español al centrar un balón que remató Ivana Andrés. Los medios de la UEFA destacaron su creatividad y pasión en el partido.
En el segundo partido de la fase de grupos España venció por cuatro a cero a Inglaterra. Amanda marcó el segundo gol y participó en la creación del tercero. En el tercer encuentro del partido a España le bastaba un empate para ser líderes de grupo, ya que Suecia había ganado sus dos partidos del grupo pero con peor diferencia de goles. En el partido Amanda asistió a Raquel Carreño en la primera mitad, y a Gemma Gili en la segunda parte, pero no pudieron transformar las ocasiones. España se enfrentó a Portugal en la semifinal. Amanda dispuso de la primera oportunidad clara del partido, pero su disparo fue repelido por el poste. A tres minutos del final Amanda y Alexia Putellas combinaron para asistir a Raquel Pinel, que marcó el gol de la victoria. En la final España se volvió a enfrentar a Suecia. Los 90 minutos acabaron sin goles, pero en la prórroga Suecia se adelantó, llevándose la victoria. España terminó el campeonato como subcampeona de Europa. Por cuarta temporada consecutiva jugó todos los encuentros ligueros y el 5 de mayo alzó su tercer título de Liga.

### Inicios con la Selección absoluta
El 23 de  agosto de 2012 Amanda fue convocada para entrenar con la selección absoluta y en junio de 2013 fue convocada para un partido amistoso ante Dinamarca y para disputar la Eurocopa, pero no llegó a debutar con el equipo. Debutó con la selección absoluta el 10 de febrero de 2015 en un amistoso contra Austria, al sustituir a Sonia Bermúdez en el descanso.

### Mundial de Canadá 2015
Ese mismo año repitió convocatoria para el Mundial de Canadá de 2015, en el que tampoco llegó a jugar y España cayó eliminada en la fase de grupos.
Tras los malos resultados en el Mundial, las 23 jugadoras convocadas pidieron mediante un comunicado la dimisión de Ignacio Quereda debido a la mala planificación de la concentración y del viaje hasta Canadá, la metodología empleada con el grupo, la falta de partidos amistosos y el escaso análisis de los rivales que hacía el propio seleccionador. Quereda respondió al comunicado diciendo que no pensaba dimitir. Las jugadoras añadieron que era minusvaloradas y que el entrenador era muy acaparador, tras 27 años, veían el momento de una nueva etapa. El tema llegó a manos de Vicente Temprado, responsable federativo del fútbol femenino, que estuvo de parte de Quereda. Vicente optó por delegar la decisión a Ángel María Villar, presidente de la Real Federación Española de Fútbol y vicepresidente de la FIFA.
Después de varias declaraciones de las jugadoras, decidieron que las 23 convocadas de la Selección no volverían a jugar en esta si Quereda seguía en ella, y también advirtieron que cuando hicieron público el comunicado, contactaron con todas las capitanas de los equipos de primera división femenina de España, y que contaban con el apoyo de todas. Las jugadoras también tuvieron en contra a Vicente Del Bosque, que se unió al bando de Villar y Quereda, pero ellas contaron con el apoyo de la afición española, que hizo Trending Topic nacional #nosois23somostodoelfutfem. El 26 de junio de 2015 Amanda, Priscila Borja y Natalia Pablos  representaron a las jugadoras de la selección en una reunión con Villar y Temprado. Tras la reunión, las jugadoras afirmaron estar satisfechas y que esperaban la decisión tomada. El día 30 de julio, Ignacio Quereda, tras 27 años en ese cargo, fue sustituido por el seleccionador de la sub-19, Jorge Vilda, que en ese año había conseguido que España quedara subcampeona en el Campeonato Europeo femenino sub-19 de la UEFA.
El nuevo seleccionador, Jorge Vilda, que ya había dirigido las categorías inferiores de la selección, contó con ella para dos amistosos disputados en China, y Amanda marcó su primer gol en categoría absoluta el 18 de septiembre de 2015.

### Eurocopa de Países Bajos 2017
Amanda disputó los 8 encuentros de la clasificación para la Eurocopa de 2017, en los que marcó 4 goles y dio 2 asistencias.
Amanda fue convocada para disputar la Copa Algarve en febrero de 2017. Fue titular en los dos primeros partidos de la fase de grupos y en la final, en la que España venció por uno a cero a Canadá.
Fue convocada para disputar la Eurocopa de Países Bajos, y además fur nombrada capitana junto a Irene Paredes y Marta Torrejón. España debutó en la fase final de la Eurocopa el 19 de julio de 2017 con una victoria por dos a cero sobre Portugal, en el que Amanda marcó el segundo gol del partido. Sampedro obtuvo el premio a mejor jugadora del partido. Posteriormente fue derrotada por dos a cero por Inglaterra en un partido en el que Amanda fue titular, y por uno a cero por Escocia, jugando los 90 minutos del partido. España acabó en segunda posición del grupo empatada a puntos con Portugal y Escocia pero con mejor diferencia de goles. España disputó los cuartos de final ante Austria el 30 de julio de 2017. A pesar del dominio español el partido acabó con empate a cero tras la prórroga. En la tanda de penaltis Amanda transformó el segundo lanzamiento pero Austria venció por 5 a 3. El periodista David Menayo definió la participación de Amanda Sampedro como fundamental en la Eurocopa, completando un 96% de los pases.

### Mundial de Francia 2019
Volvió a disputar todos los partidos de la siguiente fase de clasificación, esta vez para el Mundial de Francia de 2019. En 8 partidos disputados marcó 2 goles y dio 5 asistencias. España completó la clasificación ganando todos los encuentros.
En medio de la clasificación para el Mundial, España disputó la Copa Chipre 2018, Amanda jugó el primer partido de la fase de grupos ante Austria y asistió en el primer gol de Olga García. También disputó el segundo partido, que se saldó con empate ante Bélgica. Descansó en el tercer partido de grupos y jugó la final, en la que marcó el primero de los dos goles ante Italia.
Antes de disputar el Mundial España participó de nuevo en la Copa Algarve. Amanda fue convocada para disputarla pero una lesión el partido de liga contra el Fundación Albacete se lo impidió. El 20 de mayo de 2019 fue incluida en la lista de jugadoras de Jorge Vilda para el Mundial. Fue titular el 8 de junio de 2019 en el primer encuentro del Mundial ante Sudáfrica, en el que España ganó por 3 a 1 y Amanda fue sustituida en el descanso cuando perdían por 0-1, y no participó en el resto de partidos del campeonato, en el que España alcanzó los octavos de final.
El 31 de agosto de 2019 alcanzó los 50 partidos como internacional en un amistoso contra Francia.

### Eurocopa de Países Bajos de 2021
Jugó el primer partido de la fase de clasificación ante Azrbayán (4-0), terminando lesionada el encuentro con un hematoma muscular en el cuádriceps de la pierna izquierda.

## Estadísticas

### Clubes
Actualizado al último partido jugado el 16 de junio de 2024.
| Club | Div.             | Temporada     | Liga    | Liga  | Liga   | Copas nacionales(1) | Copas nacionales(1) | Copas nacionales(1) | Copas internacionales(2) | Copas internacionales(2) | Copas internacionales(2) | Total   | Total | Total  | Media goleadora(3) |
| Club | Div.             | Temporada     | Part.   | Goles | Asist. | Part.               | Goles               | Asist.              | Part.                    | Goles                    | Asist.                   | Part.   | Goles | Asist. | Media goleadora(3) |
| --- | ---------------- | ------------- | ------- | ----- | ------ | ------------------- | ------------------- | ------------------- | ------------------------ | ------------------------ | ------------------------ | ------- | ----- | ------ | ------------------ |
| Atlético de Madrid · España | Primera División | 2007-08       | 8       | 0     | 0      | 4                   | 1                   |                     | -                        | -                        | -                        | 12      | 1     |        | 0,08               |
| Atlético de Madrid · España | Primera División | 2008-09       | 22      | 0     |        | 1                   | 0                   |                     | -                        | -                        | -                        | 23      | 0     |        | 0                  |
| Atlético de Madrid · España | Primera División | 2009-10       | 16-18   | 0+    | 2+     | 2                   | 0                   |                     | -                        | -                        | -                        | 18-20   | 0+    | 2+     | 0                  |
| Atlético de Madrid · España | Primera División | 2010-11       | 22      | 2     | 3      | 5                   | 1                   |                     | -                        | -                        | -                        | 27      | 3     | 3+     | 0,11               |
| Atlético de Madrid · España | Primera División | 2011-12       | 33      | 6     | 2      | -                   | -                   | -                   | -                        | -                        | -                        | 33      | 6     | 2      | 0,18               |
| Atlético de Madrid · España | Primera División | 2012-13       | 30      | 9     | 9      | 4                   | 0                   | 0                   | -                        | -                        | -                        | 34      | 9     | 9      | 0,26               |
| Atlético de Madrid · España | Primera División | 2013-14       | 29      | 16    | 9      | 2                   | 0                   | 0                   | -                        | -                        | -                        | 31      | 16    | 9      | 0,52               |
| Atlético de Madrid · España | Primera División | 2014-15       | 27      | 8     | 5      | 2                   | 1                   | 0                   | -                        | -                        | -                        | 29      | 9     | 5      | 0,31               |
| Atlético de Madrid · España | Primera División | 2015-16       | 30      | 10    | 7      | 3                   | 0                   | 1                   | 3                        | 0                        | 0                        | 36      | 10    | 8      | 0,28               |
| Atlético de Madrid · España | Primera División | 2016-17       | 30      | 8     | 11     | 3                   | 1                   | 0                   | -                        | -                        | -                        | 33      | 9     | 11     | 0,27               |
| Atlético de Madrid · España | Primera División | 2017-18       | 30      | 8     | 9      | 4                   | 2                   | 2                   | 2                        | 0                        | 0                        | 36      | 10    | 11     | 0,28               |
| Atlético de Madrid · España | Primera División | 2018-19       | 30      | 3     | 9      | 4                   | 0                   | 0                   | 4                        | 0                        | 0                        | 38      | 3     | 9      | 0,08               |
| Atlético de Madrid · España | Primera División | 2019-20       | 18      | 2     | 2      | 1                   | 0                   | 0                   | 4                        | 0                        | 0                        | 23      | 2     | 2      | 0,09               |
| Atlético de Madrid · España | Primera División | 2020-21       | 29      | 2     | 7      | 4                   | 0                   | 0                   | 3                        | 1                        | 0                        | 35      | 3     | 7      | 0,09               |
| Atlético de Madrid · España | Primera División | 2021-22       | 29      | 4     | 6      | 3                   | 0                   | 1                   |                          |                          |                          | 32      | 4     | 7      | 0,12               |
| Atlético de Madrid · España | Total club       | Total club    | 385-387 | 77    | 81+    | 42                  | 6                   | 4+                  | 16                       | 1                        | 0                        | 443-445 | 86    | 85+    | 0,19               |
| Sevilla F. C. · España |                  |               |         |       |        |                     |                     |                     |                          |                          |                          |         |       |        |                    |
| 1.ª | 2022-23          | 29            | 3       | 7     | 1      | 0                   | 0                   |                     |                          |                          | 30                       | 3       | 7     | 0.10   |                    |
| 1.ª | 2023-24          | 28            | 1       | 5     | 2      | 0                   | 0                   |                     |                          |                          | 30                       | 1       | 5     | 0.03   |                    |
| Total club | Total club       | 57            | 4       | 12    | 3      | 0                   | 0                   |                     |                          |                          | 60                       | 4       | 12    | 0.07   |                    |
| Total carrera | Total carrera    | Total carrera | 442-444 | 81    | 93+    | 45                  | 6                   | 4+                  | 16                       | 1                        | 0                        | 503-505 | 90    | 97+    | 0,18               |
| (1) Incluye datos de la Copa de la Reina y Supercopa de España. (2) Incluye datos de la Liga de campeones femenina. (3) No incluye goles en partidos amistosos. Hay 2 encuentros de liga en la temporada 2009-10 en las que no se encuentran las alineaciones. |                  |               |         |       |        |                     |                     |                     |                          |                          |                          |         |       |        |                    |

### Selección
Actualizado al último partido jugado el 11 de marzo de 2020.
| Selecciones                                                                                                | Año           | Europeo(4) | Europeo(4) | Europeo(4) | Mundial (4) | Mundial (4) | Mundial (4) | Amistosos | Amistosos | Amistosos | Total | Total | Total  | Media goleadora |
| Selecciones                                                                                                | Año           | Part.      | Goles      | Asist.     | Part.       | Goles       | Asist.      | Part.     | Goles     | Asist.    | Part. | Goles | Asist. | Media goleadora |
| --- | ------------- | ---------- | ---------- | ---------- | ----------- | ----------- | ----------- | --------- | --------- | --------- | ----- | ----- | ------ | --------------- |
| Sub-17 · España                                                                                            | 2008          | 3          | 3          |            | -           | -           | -           |           |           |           | 3     | 3     |        | 1,00            |
| Sub-17 · España                                                                                            | 2009          | 8          | 3          | 0          | -           | -           | -           |           |           |           | 8     | 3     | 0      | 0,38            |
| Sub-17 · España                                                                                            | 2010          | 4          | 1          | 0          | 6           | 1           | 0           |           |           |           | 10    | 2     | 0      | 0,20            |
| Sub-17 · España                                                                                            | Total         | 15         | 7          | 0          | 6           | 1           | 0           | 0         | 0         | 0         | 21    | 8     | 0      | 0,38            |
| Sub-19 · España                                                                                            | 2011          | 6          | 6          | 0          | -           | -           | -           |           |           |           | 6     | 6     | 0      | 1,00            |
| Sub-19 · España                                                                                            | 2012          | 8          | 3          | 1          | -           | -           | -           |           |           |           | 8     | 3     | 1      | 0,38            |
| Sub-19 · España                                                                                            | Total         | 14         | 9          | 1          | 0           | 0           | 0           | 0         | 0         | 0         | 14    | 9     | 1      | 0,64            |
| Abs | 2015          | 3          | 0          | 1          |             |             |             | 6         | 2         | 0         | 9     | 2     | 1      | 0,22            |
| Abs | 2016          | 5          | 4          | 1          |             |             |             | 4         | 0         | 0         | 9     | 4     | 1      | 0,44            |
| Abs | 2017          | 4          | 1          | 0          | 3           | 1           | 3           | 7         | 1         | 0         | 14    | 3     | 3      | 0,21            |
| Abs | 2018          | -          | -          | -          | 5           | 1           | 2           | 6         | 1         | 2         | 11    | 2     | 4      | 0,18            |
| Abs | 2019          | 1          | 0          | 0          | 1           | 0           | 0           | 6         | 0         | 0         | 8     | 0     | 0      | 0,00            |
| Abs | 2020          | -          | -          | -          | -           | -           | -           | 2         | 0         | 0         | 2     | 0     | 0      | 0,00            |
| Abs | Total         | 13         | 5          | 2          | 9           | 2           | 5           | 30        | 4         | 2         | 53    | 11    | 8      | 0,21            |
| Total carrera                                                                                              | Total carrera | 42         | 21         | 3          | 15          | 3           | 5           | 30        | 4         | 2         | 88    | 28    | 10     | 0,32            |
| (4) Se incluyen partidos en fases clasificatorias, no incluye Torneo de Exentos ni Torneo Desarrollo UEFA. |               |            |            |            |             |             |             |           |           |           |       |       |        |                 |

#### Participaciones en Mundiales
| Competición         | Categoría          | Sede              | Resultado         | Partidos | Goles |
| ------------------- | ------------------ | ----------------- | ----------------- | -------- | ----- |
| Mundial Sub-17 2010 | Sub-17             | Trinidad y Tobago | Medalla de bronce | 6        | 1     |
| Mundial de 2015     | Selección absoluta | Canadá            | Fase de grupos    | 0        | 0     |
| Mundial de 2019     | Selección absoluta | Francia           | Octavos de final  | 1        | 0     |
| Total               | –                  | –                 | –                 | 7        | 1     |

#### Participaciones en Eurocopas
| Competición            | Categoría          | Sede         | Resultado        | Partidos | Goles |
| ---------------------- | ------------------ | ------------ | ---------------- | -------- | ----- |
| Europeo Sub-17 2009    | Sub-17             | Suiza        | Subcampeona      | 2        | 1     |
| Europeo Sub-17 2010    | Sub-17             | Suiza        | Campeona         | 2        | 1     |
| Europeo Sub-19 2012    | Sub-19             | Turquía      | Subcampeona      | 5        | 1     |
| Eurocopa Femenina 2013 | Selección absoluta | Suecia       | Cuartos de final | 0        | 0     |
| Eurocopa Femenina 2017 | Selección absoluta | Países Bajos | Cuartos de final | 4        | 1     |
| Total                  | –                  | –            | –                | 13       | 4     |

## Palmarés

### Campeonatos nacionales
| Título              | Club               | País   | Año     |
| ------------------- | ------------------ | ------ | ------- |
| Copa de la Reina    | Atlético de Madrid | España | 2016    |
| Primera División    | Atlético de Madrid | España | 2016-17 |
| Primera División    | Atlético de Madrid | España | 2017-18 |
| Primera División    | Atlético de Madrid | España | 2018-19 |
| Supercopa de España | Atlético de Madrid | España | 2021    |

### Campeonatos internacionales
| Título                                 | Equipo              | Sede              | Año  |
| -------------------------------------- | ------------------- | ----------------- | ---- |
| Copa Mundial Femenina de Fútbol Sub-17 | Selección de España | Trinidad y Tobago | 2010 |
| Europeo Sub-17                         | Selección de España | Suiza             | 2010 |
| Copa de Algarve                        | Selección de España | Portugal          | 2017 |
| Copa de Chipre                         | Selección de España | Chipre            | 2018 |

### Distinciones individuales
| Distinción                                                                   | Año  |
| ---------------------------------------------------------------------------- | ---- |
| Jugadora más valiosa de la Semifinal del Mundial Sub-17                      | 2010 |
| Finalista Fútbol Draft                                                       | 2010 |
| Fútbol Draft                                                                 | 2012 |
| Fútbol Draft                                                                 | 2013 |
| Jugadora Más Regular del Atlético de Madrid                                  | 2013 |
| Fútbol Draft                                                                 | 2014 |
| Máxima goleadora del Atlético de Madrid                                      | 2014 |
| Jugadora Más Regular del Atlético de Madrid                                  | 2016 |
| Votada entre las mejores jugadoras de la UEFA                                | 2016 |
| Once de la Liga                                                              | 2017 |
| Jugadora Más Regular del Atlético de Madrid                                  | 2017 |
| Jugadora más valiosa del España-Portugal de la Fase de grupos de la Eurocopa | 2017 |
| Placa en Paseo de las Leyendas del Atlético de Madrid                        | 2019 |
| Premio Almudena Grandes                                                      | 2025 |